# Lamai (India)
Lamai is een nagar panchayat (plaats) in het district Imphal-Oost van de Indiase staat Manipur. 

## Demografie
Volgens de Indiase volkstelling van 2001 wonen er 4.077 mensen in Lamai, waarvan 51% mannelijk en 49% vrouwelijk is. De plaats heeft een alfabetiseringsgraad van 66%. 